# エントロピア
『エントロピア』（Entropia）は、ペイン・オヴ・サルヴェイションの最初のアルバムである。

## 解説
日本の企業であるマーキー・インコーポレイティドの1部門であるアヴァロン・レーベルから1997年8月にリリースされた。なお、このアルバムのプロモーションでダニエル・ギルデンロウのみ初来日をしている（以後の来日はない）。
タイトルはエントロピーとユートピアを組み合わせた造語で、戦争でバラバラにされた家族というフィクションに基づいているコンセプト・アルバムである。これ以後彼らのスタジオ・アルバムは全てコンセプトアルバムである。
ダニエル・マディックはこのアルバムにのみ参加。

## 収録曲
Prologue:
1. "! (Foreword)" - (6:11)
Chapter 1:
2. "Welcome to Entropia" - (1:22)
3. "Winning a War" - (6:33)
4. "People Passing By" - (9:07)
1. "Awakening"
1. "Daybreak"
2. "Midday"
2. "Memorials" (Instrumental)
3. "Nightfall"
5. "Oblivion Ocean" - (4:43)
Chapter 2:
6. "Stress" - (5:01)
7. "Revival" - (7:39)
8. "Void of Her" - (1:46)
9. "To the End" - (4:57)
Chapter 3:
10. "Circles" - (0:55)
11. "Nightmist" - (6:49)
12. "Plains of Dawn" - (7:23)
Epilogue:
13. "Leaving Entropia (Epilogue)" - (2:31)
1. 日本盤のみ"To the End"の後にボーナストラックの"Never Learn to Fly"を収録。
2. 全曲ダニエル・ギルデンロウ作詞作曲。ただし1、4(part 2)、6、7、9曲目はダニエル・マディックとの共作である。

## メンバー
- ダニエル・ギルデンロウDaniel Gildenlöw - ヴォーカル, ギター
- ダニエル・マディックDaniel Magdic - Guitar, コーラス
- フレドリック・ヘルマンソンFredrik Hermansson - キーボード
- クリストファー・ギルデンロウKristoffer Gildenlöw - ベース,　コーラス
- ヨハン・ランゲルJohan Langell - ドラム, コーラス